# Hossein Pirnia

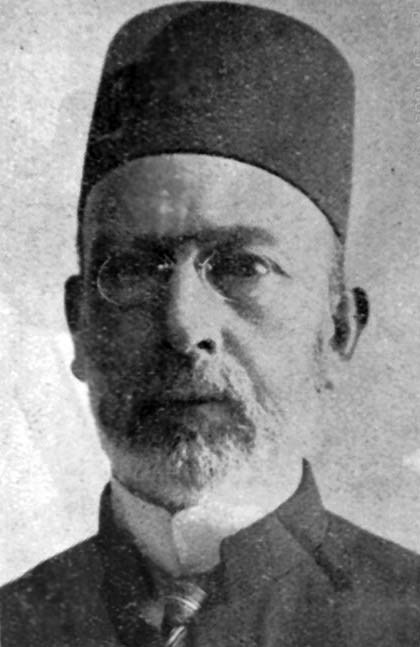
Hossein Pirnia, 1920

Hossein Pirnia Mo'tamen al Molk (* 1875; † 1945) war ein iranischer Politiker, Minister und Präsident des Abgeordnetenhauses (Madschles).

## Leben
Hossein Pirnia war der zweite Sohn von Nasrollah Khan Moshir al Dowleh. Er ging im Iran und in Frankreich zur Schule und begann seine berufliche Laufbahn als Sekretär seines Vaters, der in dieser Zeit Außenminister war. Hossein Pirnia ging wie sein älterer Bruder Hassan Pirnia nach der Konstitutionellen Revolution als Abgeordneter in die Politik und wurde 1918 Bildungsminister und 1920 im Kabinett seines Bruders Hassan Pirnia Minister ohne Geschäftsbereich.
Hossein Pirnia zählte zu den ersten Abgeordneter der parlamentarischen Bewegung des Iran und wurde ab 1906, der konstituierenden Sitzung des ersten iranischen Parlaments, bis zur 6. Sitzungsperiode ununterbrochen als Abgeordneter gewählt. Seine politische Tätigkeit als Abgeordneter wurde lediglich durch seine Ministertätigkeit in den Jahren 1918 und 1920 unterbrochen, da es nach der iranischen Verfassung nicht möglich ist, ein öffentliches Amt zu bekleiden und gleichzeitig als Abgeordneter tätig zu sein. In der 3., 4. und 6. Sitzungsperiode, mit zeitlicher Unterbrechungen von 1914 bis 1926, in der das Parlament wegen der während des Ersten Weltkriegs erfolgten britisch-russischen Besetzung Irans nicht tagte, war Hossein Pirnia Präsident des Abgeordnetenhauses.
Eine Sonderstellung in der parlamentarischen Geschichte Irans und der Laufbahn von Hossein Pirnia stellen die 6 Monate der 5. Sitzungsperiode dar, in denen im Parlament über die Absetzung der Kadscharendynastie entschieden wurde, in der Hossein Pirnia ebenfalls nicht Präsident des iranischen Parlaments war. Nach der damaligen Geschäftsordnung des iranischen Parlaments musste alle sechs Monate während der zwei Jahre dauernden Sitzungsperiode der Parlamentspräsident neu gewählt werden. Mohammad Taddayon, ein politischer Anhänger Reza Khans, des späteren Reza Schah Pahlavis, bewarb sich für die folgenden sechs Monate um die Position des Parlamentspräsidenten. Hossein Pirnia, zog daraufhin seine Kandidatur zurück, und Taddayon wurde als einziger Kandidat gewählt. Die Abstimmung über die Abschaffung der Kadscharendynastie fand am 31. Oktober 1925 statt. Nur vier Abgeordnete hatten sich gegen den Antrag ausgesprochen, allerdings vor der Abstimmung den Saal verlassen, so dass am Ende alle 80 anwesenden Abgeordneten dem Antrag zustimmten. Neunzehn Abgeordnete fehlten entschuldigt bei der Abstimmung. Dreizehn Abgeordnete waren der Abstimmung ohne Entschuldigung ferngeblieben. Weitere zwölf Abgeordneten nahmen erst nach Abstimmung an der weiteren parlamentarischen Diskussion teil.
Hossein Pirnia wurde auch für die 7. Sitzungsperiode und 1943 für die 14. Sitzungsperiode als Abgeordneter ins Parlament gewählt, lehnte die Annahme des Mandats aber in beiden Fällen ab. Hossein Pirnia galt als einer der fähigsten iranischen Politiker des 20. Jahrhunderts. Nach dem Ausscheiden aus der Politik verbrachte er die letzten Jahre seines Lebens in zunehmender Einsamkeit.